# USS Bonhomme Richard (1765)

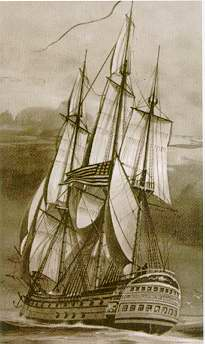
USS Bonhomme Richard (1765)

De eerste USS Bonhomme Richard (1765), voordien de "Duc de Duras", was een fregat in de Continental Navy.
Ze was oorspronkelijk een Oost-Indiëvaarder, een koopvaardijschip voor vrachtvervoer tussen Frankrijk en de Oriënt, in 1765 gebouwd in Frankrijk voor de Franse Oost-Indische Compagnie. 
Koning Lodewijk XVI van Frankrijk stelde het schip op 4 februari 1779 ter beschikking van Kapitein John Paul Jones na een lening van de Franse scheepsmagnaat Jacques-Donatien Le Ray de Chaumont aan de Verenigde Staten.

## Geschiedenis
John Paul Jones herdoopte haar als "Bon Homme Richard", in correcter Frans, als "Bonhomme Richard", als eerbetoon aan Benjamin Franklin, de Amerikaanse Gevolmachtigde in Parijs, wiens "Poor Richard's Almanack" in Frankrijk werd gepubliceerd onder de titel "Les Maximes du Bonhomme Richard".

### Eerste Zeeslag
Op 19 juni 1779, zeilde de "USS Bonhomme Richard" vanuit Lorient in gezelschap van de "Alliance", "Pallas", "Vengeance" en "Cerf" met troepentransportschepen en handelsschepen in konvooi naar Bordeaux voor een kaapvaart tegen de Britse schepen in de Golf van Biskaje. Noodgedwongen moesten ze terugkeren naar de haven voor herstellingen. Het eskader zeilde daarna weer uit op 14 augustus 1779. Noordwest aanhoudend, rondde ze de westkust van de Britse eilanden in de Noordzee en dan beneden de oostkust.
Het eskader kaapte 16 handelsschepen.

### Zeeslag bij Flamborough Head

Kaart van de zeeslag bij Flamborough Head

Op 23 september 1779 ontmoetten ze tegen de avond de Baltische vloot van 41 zeilschepen onder Britse konvooibegeleiding van de "HMS Serapis", met 44 kanonnen en de "Countess of Scarborough", met 22 kanonnen, nabij Flamborough Head voor de kust van Yorkshire. Kapitein John Paul Jones was klein van gestalte en onberispelijk gekleed in het uniform van de Amerikaanse Marine en bevond zich op het moment op het achtercampagnedek, en zag de naderende vloot. Het konvooi uit de Oostzee voer onder bewaking van twee Britse oorlogsschepen bij Flamborough Head voor de kust van Yorkshire. De vloot schepen kon hij niet ontwijken en hij moest ze aanvallen. De schepen vervoerden rondhout, talk en andere scheepsbenodigdheden die van groot belang waren voor de Britten, nu de Amerikaanse Onafhankelijkheidsoorlog, de bevoorrading vanuit Nieuw-Engeland verhinderde.
Jones verlegde zijn koers in de richting van het konvooi en een schip met twee geschutsdekken. Deze zeilde hem eveneens tegemoet.
Het was de "Serapis", een nieuw Brits fregat met 44 vuurmonden. 
John Paul Jones wist wat hem te wachten stond, want hij kende het fregat. Zijn vlaggenschip "Bonhomme Richard" was een aan de Amerikanen uitgeleende en omgebouwde Frans Oost-Indiëvaarder, maar was gedeeltelijk onderkomen, zelfs op sommige plaatsen verrot, en vele van de 42 kanonnen waren onbruikbaar. Zijn bemanning bestond uit een mengelmoes van Amerikanen, Fransen, Ieren, Engelsen, Scandinaviërs, Spanjaarden, Portugezen, Maleiers en een van de kanonniers was een Narragansettindiaan, maar ze waren goed geoefend.

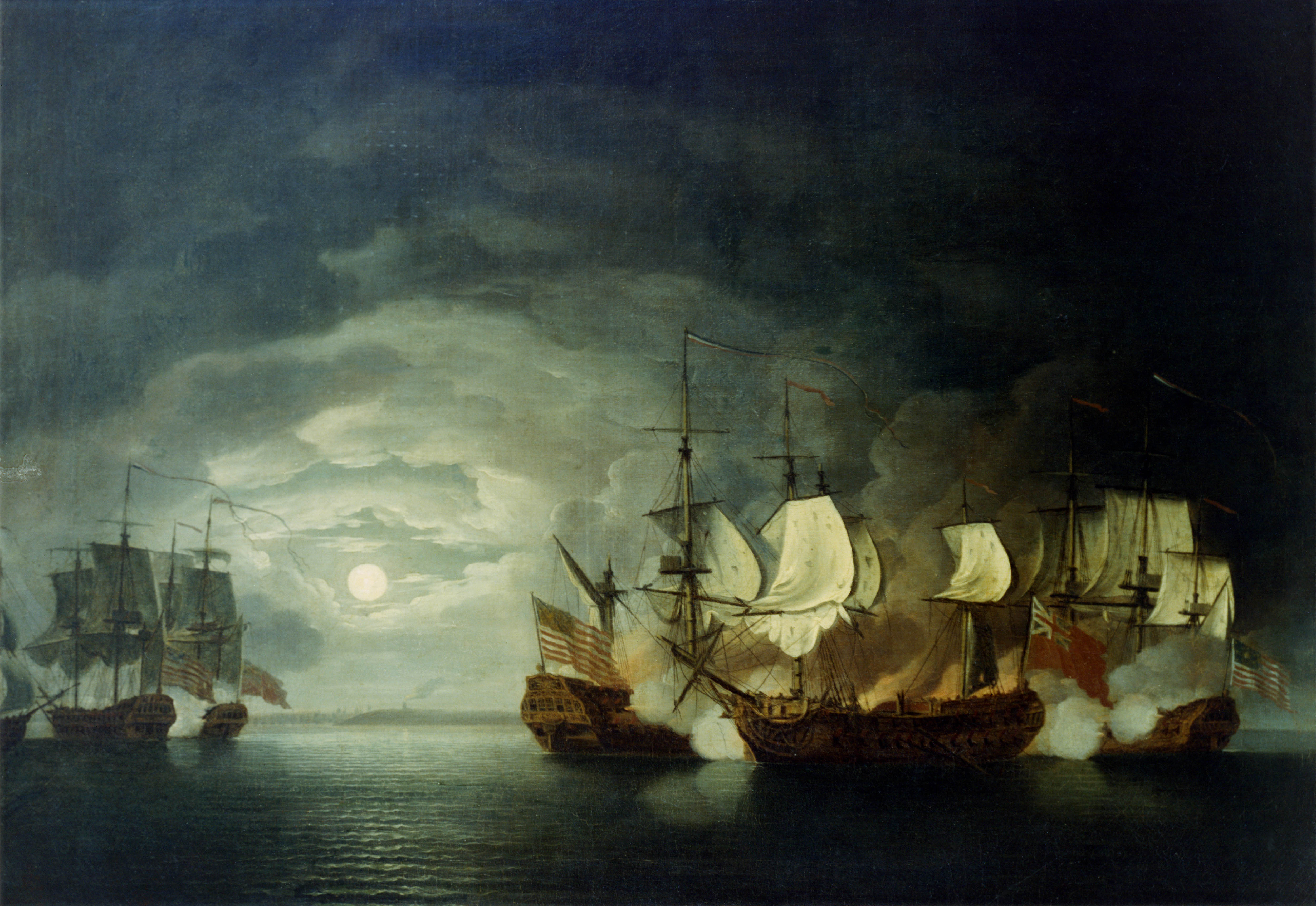
De Serapis en de USS Bonhomme Richard in gevecht

Na 18.00 u benaderde de "USS Bonhomme Richard", met zwakke wind, de "HMS Serapis" en ontketende ze hiermee de Zeeslag bij Flamborough Head. Bij het eerste boordsalvo ontploften twee van "Bonhomme Richard"'s 18-pounders op het lager gelegen dek, waarbij de ernaast gereedstaande kanonniers gedood werden en het bovenliggende dek verwoest werd. Kanonskogels verpulverden de dekbalken en vaste dekstutten en sloegen lekken in de romp. Jones trok zich terug en probeerde de lekke wanden te dichten, waarna hij een gunstiger positie trachtte te vinden, om de vijand te beschieten of te enteren.
John Paul Jones profiteerde van een avondbries en voer tot vlak voor de boeg van de "Serapis" langs, waardoor de boegspriet haakte in het touwwant van de bezaanmast van de "Bonhomme Richard".
De zeilschepen draaiden naar elkaar toe, zodat de voor- en achtersteven tegen elkaar botsten en enterhaken sloegen en haakten over de houten relingen en in het touwwant.
De ra's van beide zeilschepen raakten elkaar en geraakten in elkaar verward. De strijd barstte nu los. De Britse kanonniers schoten het gehele hoofddek van de "Bonhomme Richard" weg, tot de kanonskogels ongehinderd door de versplinterde, en al verrotte scheepsromp vlogen.
Maar vanuit het tuigage veegden Jones' zeelui en soldaten, het opperdek van de "Serapis" schoon en maaiden de roerganger neer. Musketten en pistolen van beide kanten, schoten op elkaar in.
"Ik ben nog niet eens begonnen met vechten !"
 schreeuwde John Paul Jones, als de "Serapis" zijn overgave eiste. Jones liet zijn beschadigde schip vastklemmen aan het Britse fregat om zijn "Bonhomme Richard" drijvende te houden en richtte zijn pistool op een kanonnier die trachtte hun vlag te strijken.

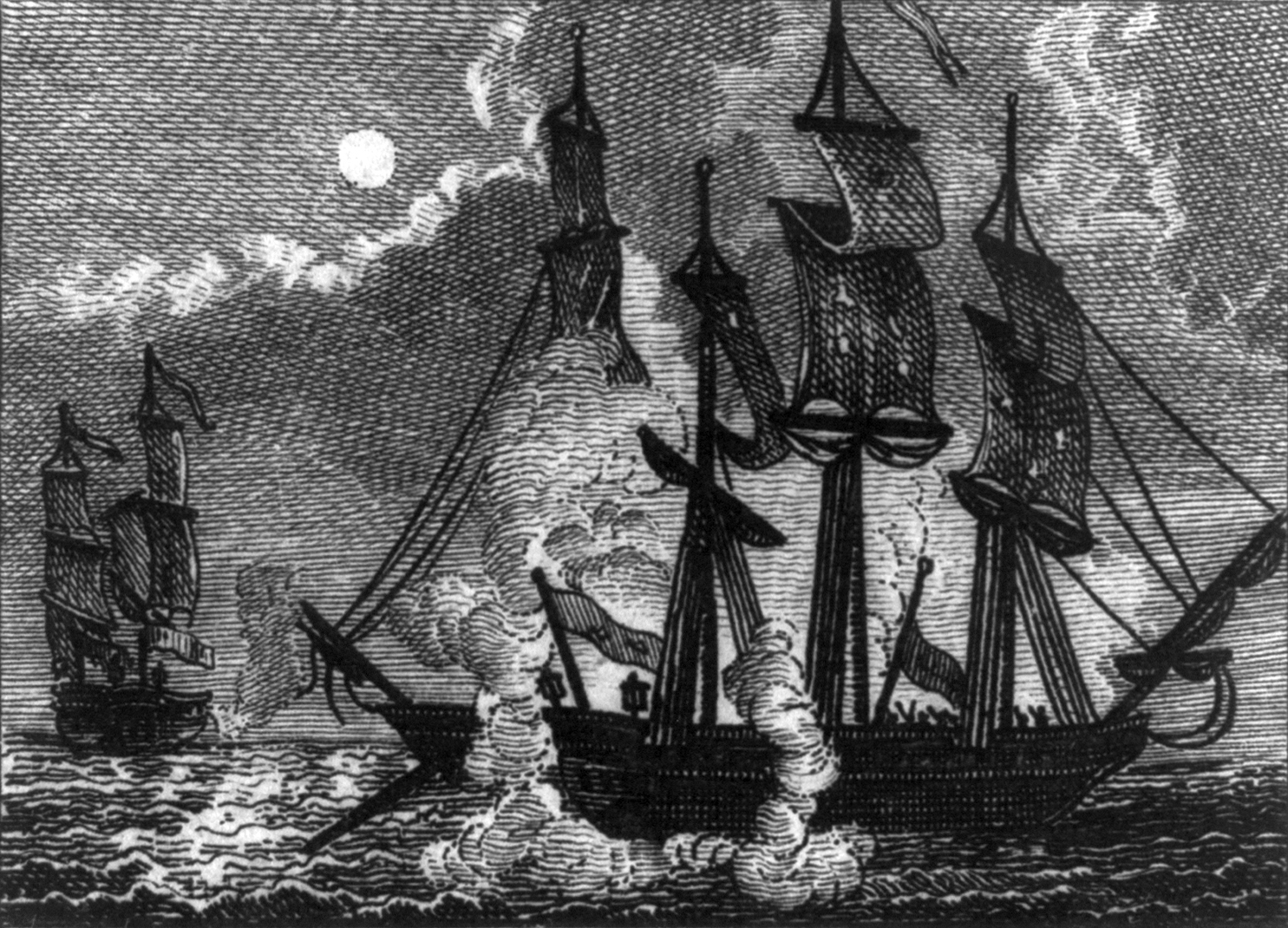
De USS Bonhomme Richard brandt

Een menigte verzamelde zich op de kust nabij Flamborough Head en luisterden naar de dreunende kanonnen en keek naar de lichtflitsen tegen de nachtelijke hemel. Plotseling ontstond er een muur van vlammen, die de masten en stukgeschoten zeilen verlichtte. Een matroos van de "Bonhomme Richard", die over de verwarde ra's was geklommen, had een handgranaat door een open dekluik van het vijandelijk schip laten vallen. Deze granaat kwam terecht op een stapel kruithoorns.
Jones had ondertussen zijn laatste kanonnen - kleine 9-pounders - gebruikt om de Britse hoofdmast om te schieten. Deze scheepsmast nam in zijn val de bezaanmast mee. Met een geraas van krakend en versplinterd hout en neervallende touwen, katrollen, stukken zeilen en ra's, verpletterden en bedolven menige manschappen. Het verlies van de hoofdmasten was genoeg voor kapitein Pearson van de "Serapis". Hij rapporteerde later:
"Ik vond het zinloos en in feite onmogelijk om in de situatie waarin wij ons bevonden, nog langer weerstand te bieden, zonder de geringste kans op succes. Daarom staakte ik de strijd !"
 De Britse vlag werd gestreken als teken van overgave. 
Jones en zijn bemanning gingen aan boord van de "Serapis", en kapten de meertouwen los van hun eigen wrak "Bonhomme Richard" en zagen hun zwaar beschadigde schip wegdrijven en zinken.
De overwinning kostte hen een schip en de kans op vernietiging van het Oostzeekonvooi, maar bezorgde Amerika zijn eerste zeeheld. Jones hoorde later dat zijn verslagen vijand, kapitein Pearson werd geridderd. 
"De volgende keer...", schimpte hij, "...zal ik een lord van hem maken !"

### Balans
De vier uren durende zeeslag kostte de levens van vrijwel de helft van de Amerikaanse en Engelse bemanningen. De Britse kapitein gaf zich over rond ongeveer 22.30 u. De "Bonhomme Richard" verbrijzeld onder vuur en kanonskogels, lekte zeer erg en alle overlevenden verlieten het wrak dat om 23.00 u zonk op 25 september 1779. John Paul Jones zeilde weg met het gekaapte fregat "HMS Serapis" naar de Verenigde Provincies voor herstellingen. Het wrak werd in de 20e en 21e eeuw gezocht, maar niet gevonden.

### John Paul Jones

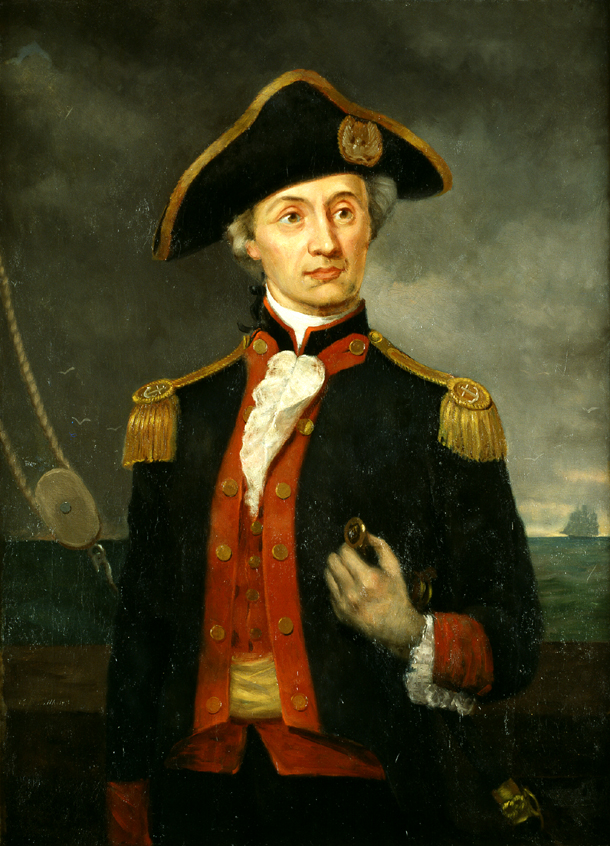
Kapitein John Paul Jones

Kapitein John Paul Jones had zich al een reputatie verworven voor hij de "Serapis" ontmoette. Met zijn schip de "Ranger" had hij het Engelse Whitehaven overvallen, was geland in Schotland en had daar het zilveren servies uit het landhuis van Lord Selkirk geroofd (hij zou het later ieder stuk ervan teruggeven), had koopvaardijschepen gekaapt en de Britse kust in staat van alarm gebracht. De premies van oorlogsverzekeringen stegen en er werd een burgerwacht opgericht in Liverpool.
"Hun blufferige marine kan niet eens de eigen kust beschermen!"
 zei John Paul Jones.

## USS Bonhomme Richard(1765)
- Type: fregat - Amerikaanse Marine
- Bouwer: Randall & Brent Shipyards
- Te water gelaten: 1765
- Als aanwinst: 4 februari 1779
- In dienst: 4 februari 1779
- Uit dienst: 25 september 1779
- Feit: Gezonken in de zeeslag bij Flamborough Head

### Algemene kenmerken
- Verschillende tonnages: 998 ton als Oost-Indiërvaarder - (1014 ton) als fregat
- Lengte: 46,30 m
- Breedte: 12 m
- Diepgang: 5,80 m
- Voortstuwing: Zeilen - 1 roer
- Bemanning: 375 officieren en manschappen

### Bewapening
- 28 x 12-pounders (met gladde loop) - (14 kanonnen aan stuurboord en 14 aan bakboord)
- 6 x 18-pounders (met gladde loop) - (3 kanonnen aan stuurboord en 3 aan bakboord)
- 8 x 9-pounders (met gladde loop) - (4 kanonnen aan stuurboord en 4 aan bakboord)